# Пилипы (Середино-Будский район)
Пилипы (укр. Пилипи) — село,
Каменский сельский совет,
Середино-Будский район,
Сумская область,
Украина.
Население по данным 1988 года составляло 20 человек.
Село ликвидировано в 1993 году .

## Географическое положение
Село Пилипы находится около большого осушенного болота урочище Моховое из которого берёт начало река Свига.
На расстоянии в 0,5 км расположено село Каминское.

## История
- 1993 — село ликвидировано [1].